# Hanon (Hanibalov sin)
Hanon je bil kartažanski general med prvo punsko vojno (264–241 pr. n.št.). 

## Zgodovina
Leta 261 pr. n. št. so Rimljani oblegali Agrigentum, ki ga je branil kartažanski general Hanibal Gisko. Kartažani so mu na pomoč poslali generala Hanona, ki je zbral svojo vojsko v Minojski Herakleji in osvojil rimsko oskrbovalno bazo v Herbesu. Svoji numidijski konjenici je ukazal, naj napade rimsko konjenico in se nato navidezno umakne. Rimljani so sledili umikajočim se Numidijcem, ki so jih pripeljali do glavnine kartažanske vojske. Rimljani so utrpeli velike izgube. Sledilo je več mesecev trajajoče obleganje, v katerem so Rimljani porazili Kartažane in prisilili Hanona k umiku.